# 亨利·達勒普爾·德輔
亨利·達勒普爾·德輔爵士（英語：Sir Henry Dalrymple des Voeux，182年9月7日—1894年1月20日），英國卡爾頓人，第五代從男爵，板球手。

## 外部連結
- 亨利·達勒普爾·德輔 （页面存档备份，存于）在ESPNcricinfo
- 亨利·達勒普爾·德輔 （页面存档备份，存于）在CricketArchive